# 1936 Лугано
1936 Лугано (енгл. 1936 Lugano) је астероид главног астероидног појаса са пречником од приближно 24,81 km.
Афел астероида је на удаљености од 3,044 астрономских јединица (АЈ) од Сунца, а перихел на 2,305 АЈ.
Ексцентрицитет орбите износи 0,138, инклинација (нагиб) орбите у односу на раван еклиптике 10,251 степени, а орбитални период износи 1598,319 дана (4,375 године).
Апсолутна магнитуда астероида је 11,10 а геометријски албедо 0,104.
Астероид је откривен 24. новембра 1973. године.